# Fördraget i Brömsebro
Fördraget i Brömsebro var ett avtal som slöts 1541 mellan Sveriges konung Gustav Vasa och Kristian III av Danmark. Avtalet innebar en allians mellan Sverige och Danmark mot den tysk-romerska kejsaren Karl V (även kung av Kastilien och Aragonien under namnet Karl I) och löpte på 50 år. I avtalet stod även att man skulle hjälpa varandra mot upprorsrörelser, varvid Danmark senare hjälpte Gustav Vasa i Dackefejden.